# فابيو مولي
فابيو مولي (بالإسبانية: Fabio Moli)‏ مواليد 23 مايو 1969 في الأرجنتين، هو ملاكم محترف أرجنتيني يصنف ضمن فئة الوزن الثقيل.

## المسيرة الاحترافية
من نزالاته:
- خسر أمام مارسيلو دومينغيز بالضربة الفنية القاضية (2006/12/02).
- خسر أمام تاراس بيدينكو بالضربة الفنية القاضية (2006/05/12).
- خسر أمام مارسيلو دومينغيز (2005/08/12).
- خسر أمام فلاديمير كليتشكو بالضربة القاضية (2003/08/30).
- خسر أمام مارسيلو دومينغيز (2002/10/19).

## إحصائيات
خاض خلال مسيرته 55 نزالا، فاز في 44 وخسر في 9. فاز بالضربة القاضية في 29 نزالا.

## روابط خارجية
- فابيو مولي على موقع بوكس ريك (الإنجليزية) (registration required)